# Aquae (Baden-Baden)
Aquae ist der Name der antiken römischen Siedlung auf dem Stadtgebiet des heutigen Baden-Baden. Der Ort war Verwaltungssitz der Civitas Aquensis.

## Name
Der Name Aquae (lat. Wasser, Quellen) ist eine typische römische Bezeichnung von Orten mit Thermalquellen oder Heilbädern. Vergleichbare Ortsnamen sind Aquae Granni (Aachen), Aquae Helveticae (Baden AG) oder Aquae Mattiacorum (Wiesbaden). In den Werken römischer Geschichtsschreiber findet das römische Baden-Baden keine Erwähnung, taucht jedoch in mehreren Steininschriften auf.

## Geschichte
Wahrscheinlich infolge des Bataveraufstands 70 n. Chr. begannen die Römer das Gebiet zwischen Rhein und Donau zu besetzen, um eine schnellere Truppenbewegung von den Alpen nach Nordostgallien zu ermöglichen. Die ältesten Siedlungsfunde in Aquae sind Scherbenfunde, welche in die Jahre zwischen 20 und 50 n. Chr. datiert werden. Möglicherweise stammen diese aus einer Vorgängersiedlung der Sueben, die am Oberrhein im Dienste Roms angesiedelt wurden (Oberrheinsueben).
Die Gründung von Aquae erfolgte um 75 n. Chr. Als Siedlungsmotiv sind die Thermalquellen vom Florentinerberg am Südhang des Rotenbachtals anzusehen. Bauinschriften belegen, dass Militärs wie die Legio XI Claudia und die Legio I Adiutrix am Aufbau der Stadt beteiligt waren. Das Lager befand sich auf dem heutigen Rettich, wo etwa um 85 n. Chr. ein Verwaltungsgebäude errichtet wurde. Die erste zivile Holzbebauung erfolgte um 74/75 n. Chr. Später folgten Steinbauten, allerdings blieb die Holzbauweisen im privaten Bereich vorherrschend. Bei Ausgrabungen wurden für einige Bereiche der Wohnhäuser Hypokaustenreste entdeckt, die auf eine Fußbodenheizung schließen lassen. Größere Steinbauten wurden in der Gernsbacher Straße 11 und 17/19 untersucht.
Anhand gefundener Ziegelstempel und Grabsteine ist belegt, dass die Straßburger Soldaten der Legio VIII Augusta intensiv die Thermen nutzten oder auch die Stadt selbst aufsuchten.
Eine Untersuchung der gefundenen Terra sigillata ergab, dass der Ort schon im späten 1. Jahrhundert, also unmittelbar nach der Gründung, seine maximale Siedlungsausdehnung erreichte. Schon in der frühen Phase des 2. Jahrhunderts begannen die Randbereiche wieder zu schrumpfen, es setzte also schon früh ein wirtschaftlicher Rückgang ein. Erklärbar ist dies durch die Vorverlagerung des Limes an den Neckar und die damit verbundene Abgeschiedenheit. Ein weiterer Niedergang setzte dann demnach ungefähr ab den 20er Jahren des 3. Jahrhunderts an, also rund 40 Jahr vor dem Limesfall.

## Kastell
Auf dem Rettich, einem Hügel südlich des Rotenbachs, sind Spuren eines Kastells nachweisbar. Für den Bau wurde dort eine Fläche von 60 m × 25 m geebnet. Bei Ausgrabungen 1991 bis 1994 östlich der heutigen Realschule stieß man auf sechs langgestreckte Holzbaracken. Nach Ansicht des Archäologen Egon Schallmayer wurden vermutlich die übrigen Bauten des Kastells beim Bau der Realschule in den 1950er Jahren unabsichtlich zerstört. Schätzungen zufolge könnte es sich bei dieser Militäranlage um ein Numeruskastell mit rund 160 Mann oder auch um ein Kohortenkastell mit ca. 500 Mann handeln. Letzteres würde zu den auf dem Rettich gefundenen Stempeln auf Ziegelbruchstücken der Cohors XXVI voluntariorum Civium Romanorum passen.
Das Kastell wurde unter Kaiser Vespasian um das Jahr 75 n. Chr. angelegt und diente wohl zur Absicherung der rechtsseitigen Rheintalstraße und dem Aufbau des Kurorts Aquae. Schon etwa zehn Jahre nach dem Aufbau wurde die Anlage planmäßig wieder abgebrannt.

## Städtischer Aufbau
Die Häuser von Aquae erstreckten sich etwa entlang der heutigen Langen Straße und Gernsbacher Straße mit einem gekrümmten Verlauf. Damit weicht der Grundriss von dem typischen quadratischen Typus römischer Städte mit zwei sich kreuzenden Hauptstraßen ab. Die Ursachen hierfür sind das enge Seitental und die Ausrichtung an den Thermalquellen.

### Kaiserbäder
Die Unterscheidung zwischen den „Kaiserbädern“ und den „Soldatenbädern“ hat nur einen modernen forschungsgeschichtlichen Hintergrund. Die „Kaiserbäder“ waren luxuriöser ausgestattet und besaßen eine Inschrift, die auf Kaiser Caracalla hinweist. Sie befanden sich neben der heutigen Stiftskirche im Bereich der alten Gaststätte „Zur Rose“. Erbaut wurden sie wohl in flavisch-trajanischer Zeit. Hierfür sprechen die Rundform des Sudatoriums sowie die übrigen Funde in Aquae. Es ist davon auszugehen, dass die Thermen als Gründungsmotiv relativ früh entstanden sind. In dem Gebäude befanden sich zwei runde und zwei viereckige Becken. Die beiden östlichen Becken (Durchmesser 7,5 m und 8 m × 9 m) dienten nach der traditionellen Ansicht August von Bayers als Sammelbehälter zur Abkühlung des Thermalwassers. Gegen diese Sichtweise spricht die aufwendige Marmorverkleidung und die Überdachung des Raumes. Die beiden westlichen Becken (Durchmesser 9 m bzw. 14,5 m × 9 m) dagegen waren mit weißem Marmor und grünlichen Granitplatten verkleidet und besaßen doppelte Sitzstufen. Südlich davon befand sich noch ein beheizter Raum, welcher als Sudatorium anzusehen ist. Unterhalb des Chors der Kirche befand sich ein weiteres Becken, welches nicht genauer untersucht werden konnte. Eine im Jahr 1848 bruchstückhaft gefundene Inschrift auf Marmor lässt sich in die Jahre 213 bis 217 n. Chr. datieren und erklärt, dass Kaiser Caracalla das Bad renovieren und erweitern ließ:

„Der Imperator Caesar Marcus Aurelius Antoninus, der Fromme und Glückliche, der unbesiegte Herrscher, der große Bezwinger der Parther, Briten und Germanen, Pontifex, im 17. Jahr der tribunischen Gewalt, im vierten Konsulat, Prokonsul, Vater des Vaterlandes, hat gemäß seiner Freigiebigkeit nach Entfernung der Felsen das Badgebäude ausgebaut, die Warmbäder wiederhergestellt und mit Marmorplatten ausgeschmückt“

Dies würde zu antiken Schriften passen, in denen der Kaiser nach einem Germanenfeldzug im Jahr 213 einen Kurort nördlich der Alpen besuchte.

### Soldatenbäder

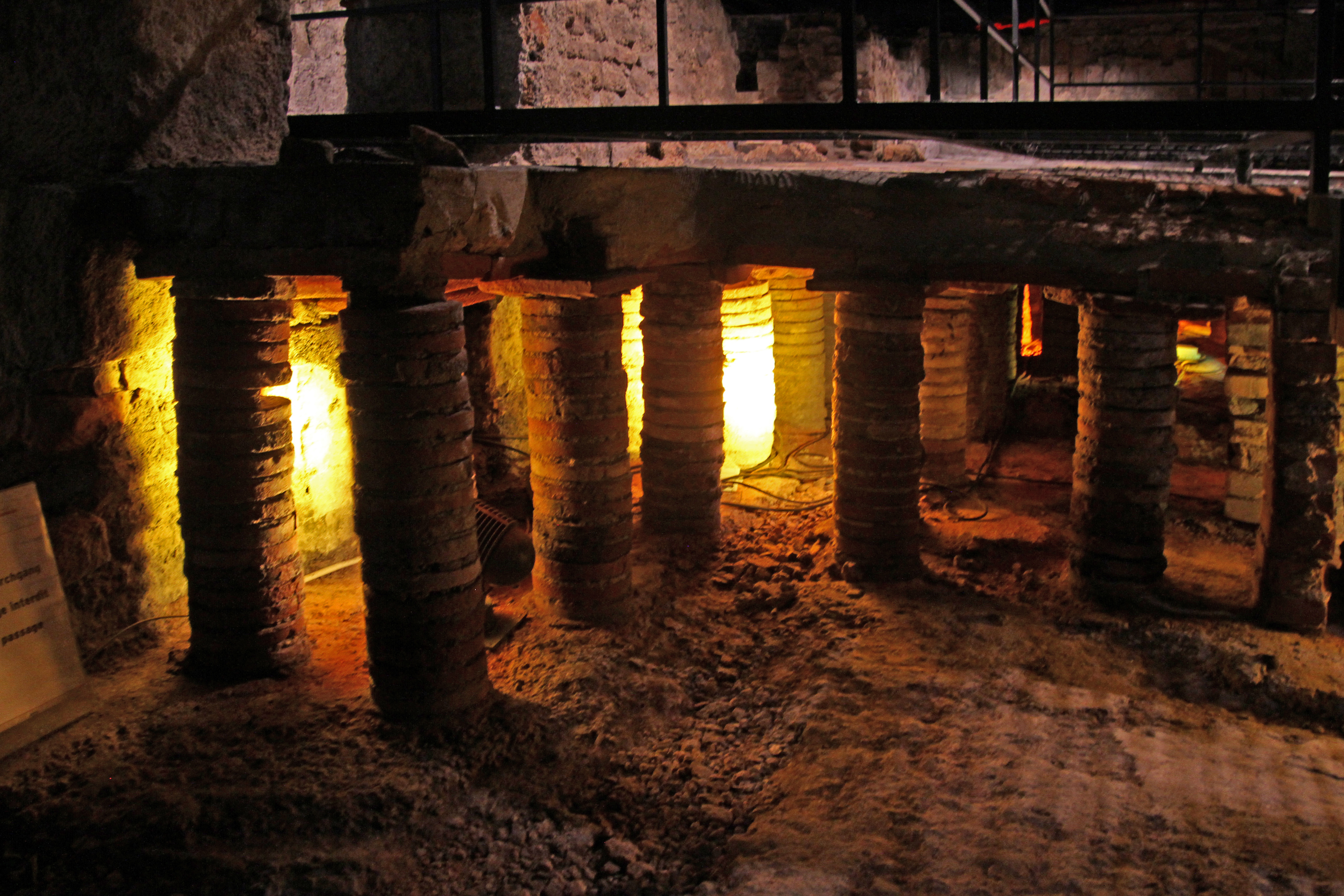
Hypokaustpfeiler der Badeanlage in Baden-Baden

Die Soldatenbäder waren wesentlich größer und lagen im Bereich des heutigen Friedrichsbades bzw. Römerplatz, konnten jedoch nur teilweise erforscht werden. Teile der Ruinen wurden in der Tiefgarage am Römerplatz konserviert und sind öffentlich zugänglich. Ausgegraben wurde das Praefurnium, von dem aus das Gebäude geheizt wurde, sowie mehrere Räume. Ein Raum besaß eine Größe von 13,1 m × 4,6 m und dürfte als Sudatorium gedient haben. Zwei Räume schlossen westlich davon an und maßen 6 m × 10 m. Das nördliche, das näher am Praefurnium lag, wird als Caldarium interpretiert und das andere als Tepidarium. Ein Abwasserkanal zog südwestlich ab und mündete letztlich in die Oos.
siehe auch: Römische Badruinen Baden-Baden

### Weihebezirk
Etwa im Bereich vom Beginn der Steinstraße im Westen bis zur Einmündung in die Gernsbacher Straße im Osten befand sich der Weihebezirk von Aquae. Es wurden zahlreiche Altar- und Weihesteine mit Inschriften gefunden. In diesen Texten bedanken sich die antiken Kurgäste für die Wohltaten, die sie von den Göttern erhalten hätten. Zu diesen zählen:
| Stifter                                 | Gottheit   | Bemerkung                                                 |
| --------------------------------------- | ---------- | --------------------------------------------------------- |
| Caius Valerius Romulus                  | Minerva    | Soldat der XIIII Legion                                   |
| Lucius Salvius Similis                  | Visuna     | Sohn des S. Similis und Mediomatriker                     |
| Valerius Aprilis                        | Jupiter    | Trompeter                                                 |
| Nympheros                               | Minerva    | ein Sklave des Präfekten der V. Kohorte L. Lollius Certus |
| Caius Sempronius Saturninus             | Matri Deum | Centurio der XXVI. Kohorte                                |
| […]ius Ma[…]                            | Diana      |                                                           |
| Nympheros                               | Mars       |                                                           |
| Magaia Ianuaria                         | Dum[…]     |                                                           |
| […]us & Ingenua                         | Eixobeia   |                                                           |
| Veranius Secundus                       | Minerva    |                                                           |
| Val. P(e)rimus und Vittalis             | Minerva    | Architekt und Steinmetz                                   |
| Lucius Cassius Manius und Aemili Serani | Merkur     | Centurio und Soldat der I. Legion                         |
| […]ictaus                               | Apollon    |                                                           |

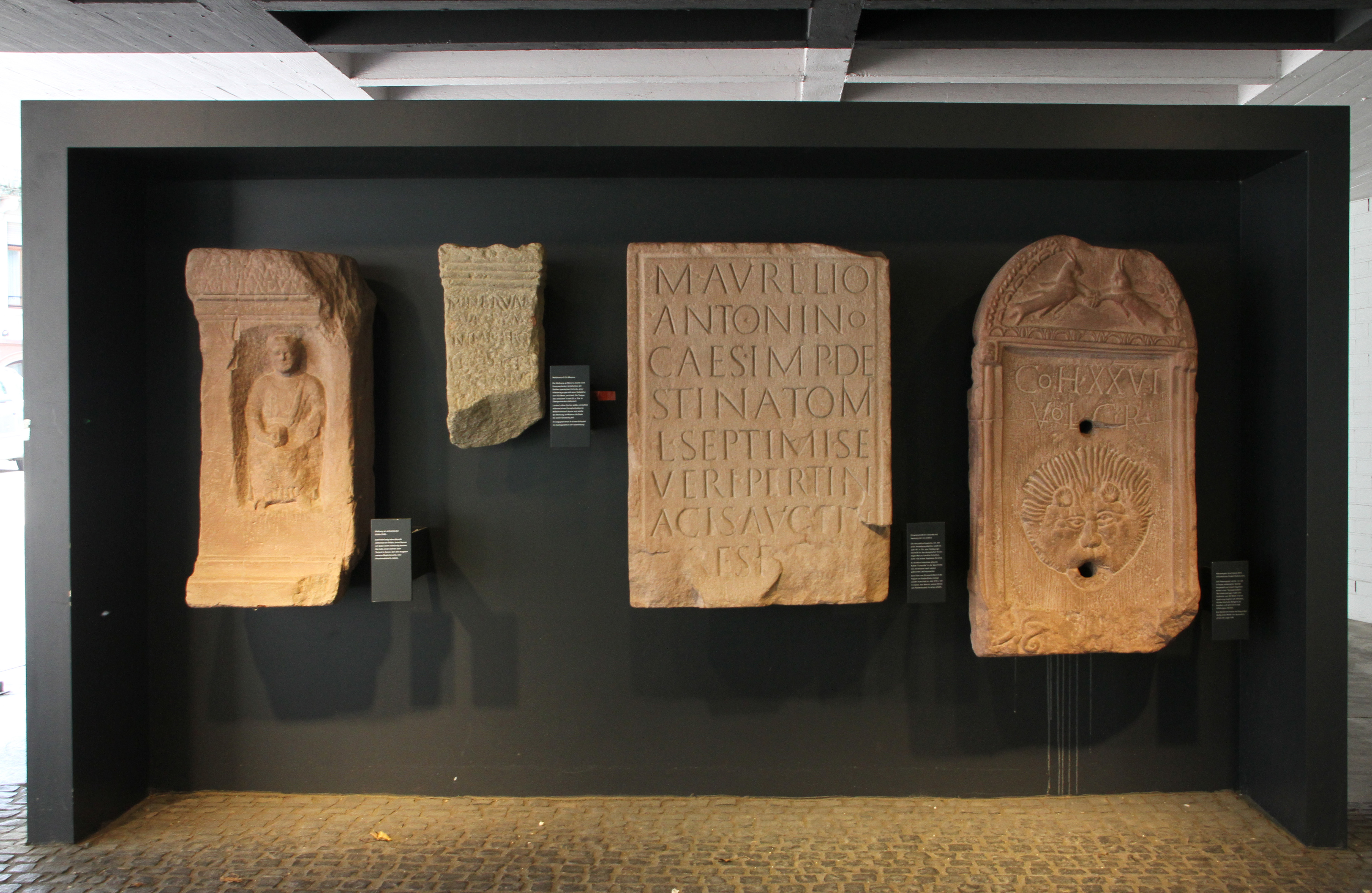
Reliefs aus Aquae

Die hohe Anzahl der Militärpersonen zeugt von der engen Beziehung der Stadt mit der römischen Armee. Im Gegensatz zu anderen gallisch geprägten Orten wurde nicht Merkur, der in den Städten als Handelsgott für rege Kundschaft sorgen sollte, sondern Minerva überdurchschnittlich verehrt, die hier wohl überwiegend in ihrer Eigenschaft als Heilgöttin fungierte (Minerva medica). Die Funktion der Göttin Eixobeia ist nicht gesichert, könnte jedoch eine einheimische Göttin der Heilquellen gewesen sein. Der Kult um die Gottheit Mater Deum („große Göttermutter“) stammte aus dem Orient und wurde wohl von einem Militärangehörigen nach Aquae gebracht. Ebenso vertreten ist die keltische Heilgöttin Visuna, welche ansonsten Vesuna geschrieben wird.
1973 wurden östlich der Kaisertherme Teile eines größeren Gebäudes entdeckt, dessen Rekonstruktion dem eines gallo-römischen Umgangstempels ähnelt. Vermutlich handelte es sich hierbei um ein Quellheiligtum.

### Verwaltungsgebäude
Spätestens 84 n. Chr. wurde auf dem Rettich ein repräsentatives Verwaltungsgebäude errichtet. Die Gebäudefront zeigte nordwärts zur Stadt hin. Im hinteren Mittelteil befand sich ein hypokaustiertes Speisezimmer, welches von zwei Räumen seitlich umgeben war. Die Küche lag südwestlich davon und konnte anhand des Herdes identifiziert werden. Im Osten schloss sich ein weiterer Trakt an.
Bei den Ausgrabungen wurde auf dem Rettich ein weiterer Gebäudekomplex entdeckt, welcher wohl im 2. Jahrhundert errichtet wurde. Zwischen beiden Anlagen befand sich zudem ein Bad aus dem 3. Jahrhundert.

### Friedhof
Der Friedhof lag am westlichen Ortsausgang im Bereich des heutigen Hindenburgplatzes und des Hotels Badischer Hof. Er erstreckte sich von südlich des Hindenburgplatzes bis ans andere Ufer der Oos.
Schon 1626 wurde an dieser Stelle ein Grabstein aus der Zeit zwischen 75 und 92 n. Chr. entdeckt. Er gehörte dem Soldaten Lucius Aemius Crescens, der 14 Jahre in der XIIII. Legion diente und 34 Jahre alt wurde. Ein weiterer Stein war für Lucius Reburrinius Candidus, einen Soldaten der XXVI. Kohorte, der 8 Jahre in der römischen Armee tätig war. Beide stammten aus Köln. Des Weiteren fand man in der Langen Straße 44 den Grabstein des Soldaten Gaius Veturius Dexter aus Piacenza, Mitglied der XXVI. Kohorte. Er wurde 40 Jahre alt und diente zwischen 16 und 19 Jahre im Militär. Der jüngste Fund stammt aus dem Jahr 1980 und war für den Soldaten der VIII. Legion Gaius Verterius Secundus erstellt worden. Er wurde nur 22 Jahre alt.
Einen 1869 in der Oos gefundenen Grabstein der Zivilbevölkerung stiftete Quintus Valerius Pruso für seinen verstorbenen Vater Valerius Castus und Sohn Valerius Augustali. Zudem war das Grab noch für ihn selbst und seine Frau Domestica bestimmt.
Weitere Steine waren gewidmet für Iuco Iuniani (für sich und seine Mutter), [Hon]oriae Amabili (40 Jahre), Gabri[l]la[e], Gaius Elvissius Capito (Bürger der Civitas der Treverer) und Gaius Iulius Aquinus (Veteran der VIII. Legion Augusta).

### Schuttplatz
Nordöstlich von Aquae etwa im Bereich des Neuen Augustabades spricht vieles für einen Schuttplatz. Hier fand man verschiedene Schuttschichten mit Keramik und Knochen. Heute ist dieser Bereich mit einer Tiefgarage überbaut.